# Política Comum das Pescas

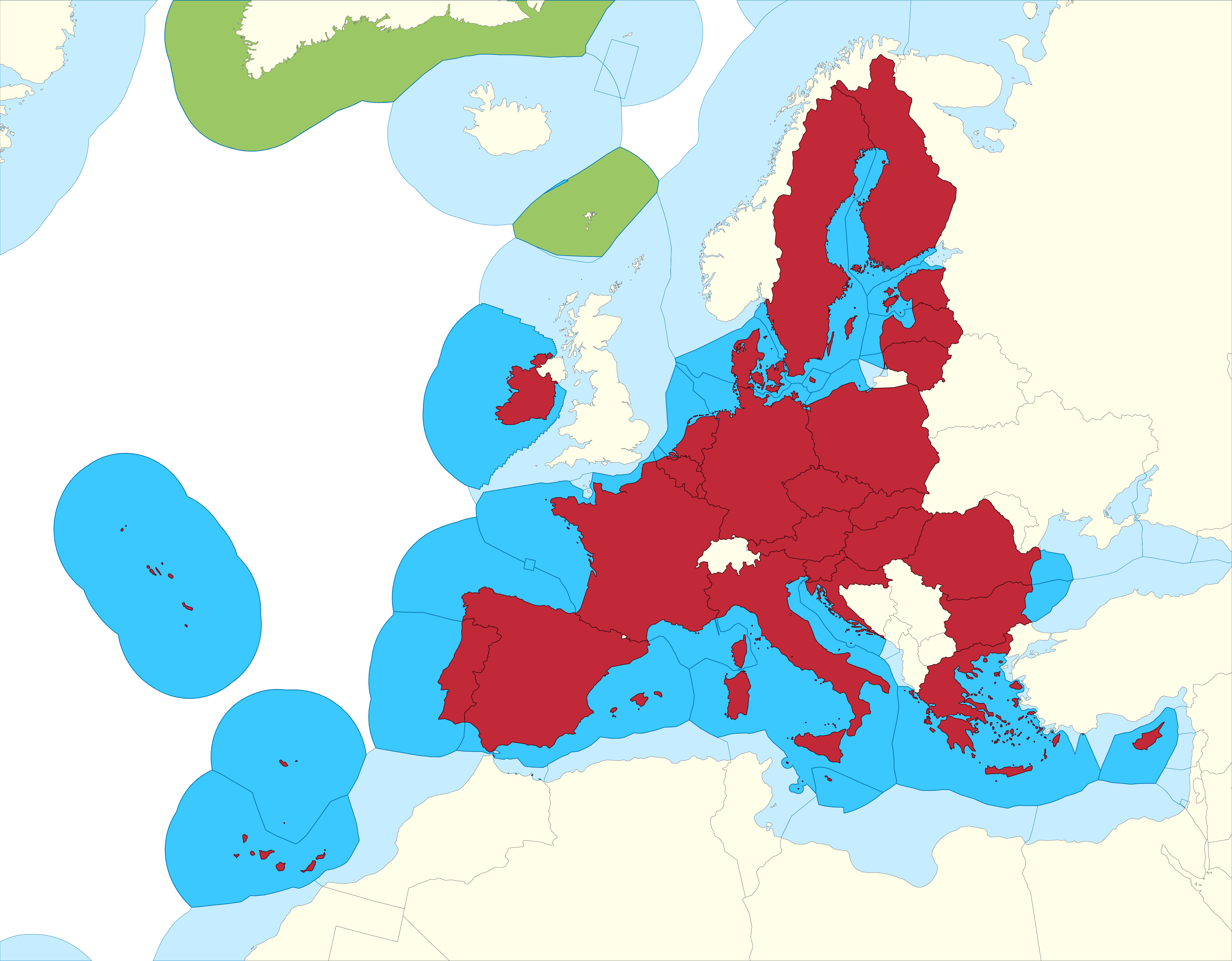
A Zona Económica Exclusiva da UE conta com 25 milhões de km², sendo a maior do mundo.

A Política Comum das Pescas (PCP) é uma política da União Europeia relativa às pescas, constituindo uma competência partilhada entre a União Europeia e os Estados-membros.
O objetivo desta política é garantir a prosperidade e sustentabilidade do setor europeu da pesca, através de medidas como o estabelecimento de quotas a fim de limitar a quantidade de cada espécie de peixe que os Estados-membros estão autorizados a capturar, ao mesmo tempo que fomenta a indústria pesqueira mediante várias intervenções no mercado.
Atualmente, a União Europeia está a desenvolver uma verdadeira política marítima, que englobe as políticas da pesca, do ambiente e das indústrias do mar. 

## Princípios
- O livre acesso às águas comunitárias: existem, no entanto, imensas exceções a esta regra, tais como a possibilidade para os Estados-membros de reservar as suas águas territoriais (12 milhas a partir da costa) para os navios que aí pescam tradicionalmente.
- A conservação e gestão racional dos recursos: a CE contribuiu financeiramente para as despesas dos Estados-membros em matéria de controlo das obrigações de respeito das quotas, publicadas regularmente através de regulamentos. Em 1992, foi instituído um regime comunitário de pesca que estabeleceu os Totais Admissíveis de Captura (TAC).